# Papuligobius
A Papuligobius a csontos halak (Osteichthyes) főosztályának a sugarasúszójú halak (Actinopterygii) osztályába, ezen belül a sügéralakúak (Perciformes) rendjébe, a gébfélék (Gobiidae) családjába és a Gobionellinae alcsaládjába tartozó nem.

## Rendszerezés
A nembe az alábbi 2 faj tartozik:
- Papuligobius ocellatus (Fowler, 1937)
- Papuligobius uniporus Chen & Kottelat, 2003 - típusfaj